# 長者原駅
長者原駅（ちょうじゃばるえき）は、福岡県糟屋郡粕屋町長者原東一丁目にある、九州旅客鉄道（JR九州）の駅である。
篠栗線を所属線とし、香椎線を加えた2路線が乗り入れ、接続駅となっている。また篠栗線は愛称の「福北ゆたか線」の区間に含まれている。駅番号は福北ゆたか線（篠栗線）がJC04、香椎線がJD11。

## 歴史
篠栗線の前身九州鉄道と、香椎線の前身博多湾鉄道は、どちらも1904年（明治37年）にこの付近の路線を開通させた。双方とも当初の目的は石炭の港への搬出であり、異なる会社が異なる港へ輸送することを目的としていたこともあり、立体交差となる地点に駅は設けられなかった。地元から立体交差地点に乗換駅を設置することを要望されつつも、国鉄時代には建設が実現しなかった。当駅が設置されたのは国鉄分割民営化がなされJR九州が成立した直後の1988年（昭和63年）3月13日のことであった。なお、現在の長者原駅は駅（停留場）名としては3代目であり、初代は現在の伊賀駅（1904年1月1日開業、1908年10月1日改称）で、2代目は1935年2月5日伊賀 - 酒殿間に設置された停留場（1942年に廃止）であった。
開設当初は、どちらの路線も単式ホーム1面の構造であった。2001年（平成13年）に篠栗線（愛称・福北ゆたか線）の電化工事が行われた際に、篠栗線の列車交換が可能となるように1面2線にする工事が完成し、合わせて橋上駅舎も供用開始された。

### 年表
- 1988年（昭和63年）3月13日：開設[2]。
- 2000年（平成12年）7月22日：自動改札機を設置し、供用開始[6]。
- 2001年（平成13年）10月6日：福北ゆたか線電化開業に合わせ、篠栗線1面2線化及び橋上駅舎が完成[5]。
- 2009年（平成21年）3月1日：ICカード「SUGOCA」の利用が可能となる[7]。
- 2023年（令和5年）10月1日：直営化される[8][3]。

### 将来構想
2017年（平成29年）9月21日に福岡市地下鉄空港線福岡空港駅から当駅までを地下鉄若しくはモノレールで延伸を促進する協議会が粕屋町に発足した。2021年（令和3年）度からは福岡県が費用対効果等の調査を開始する予定。

## 駅構造
篠栗線（福北ゆたか線）用島式ホーム1面2線の西端上を、香椎線用単式ホーム1面1線の高架がほぼ直角に立体交差している。篠栗線ホーム上に橋上駅舎を備える。以前は篠栗線側も1面1線であったが、2001年（平成13年）10月6日の福北ゆたか線電化にあわせて駅構内の複線化が行われた。狭い土地で構内を複線化したために曲線がきつく、1線スルー方式を採用しているが、制限速度は2番線が60 km/h、1番線の博多側が40 km/h・篠栗側が50 km/hに制限されている。
基本的に篠栗・直方方面は1番のりば、柚須・博多方面は2番のりばを使用するが、構造上はどちらのホームからも発着可能。通過列車は2番のりばを通過して行く。特にラッシュ時には、博多方面に向かう利用客が非常に多く、当駅から非常に混雑する。そのため2024年3月18日から8時4分発博多行の当駅始発列車を設定されている。なお、この列車が2番のりばを占有する都合上、同日から7時58分発博多行きは1番のりばを使用するようになった。

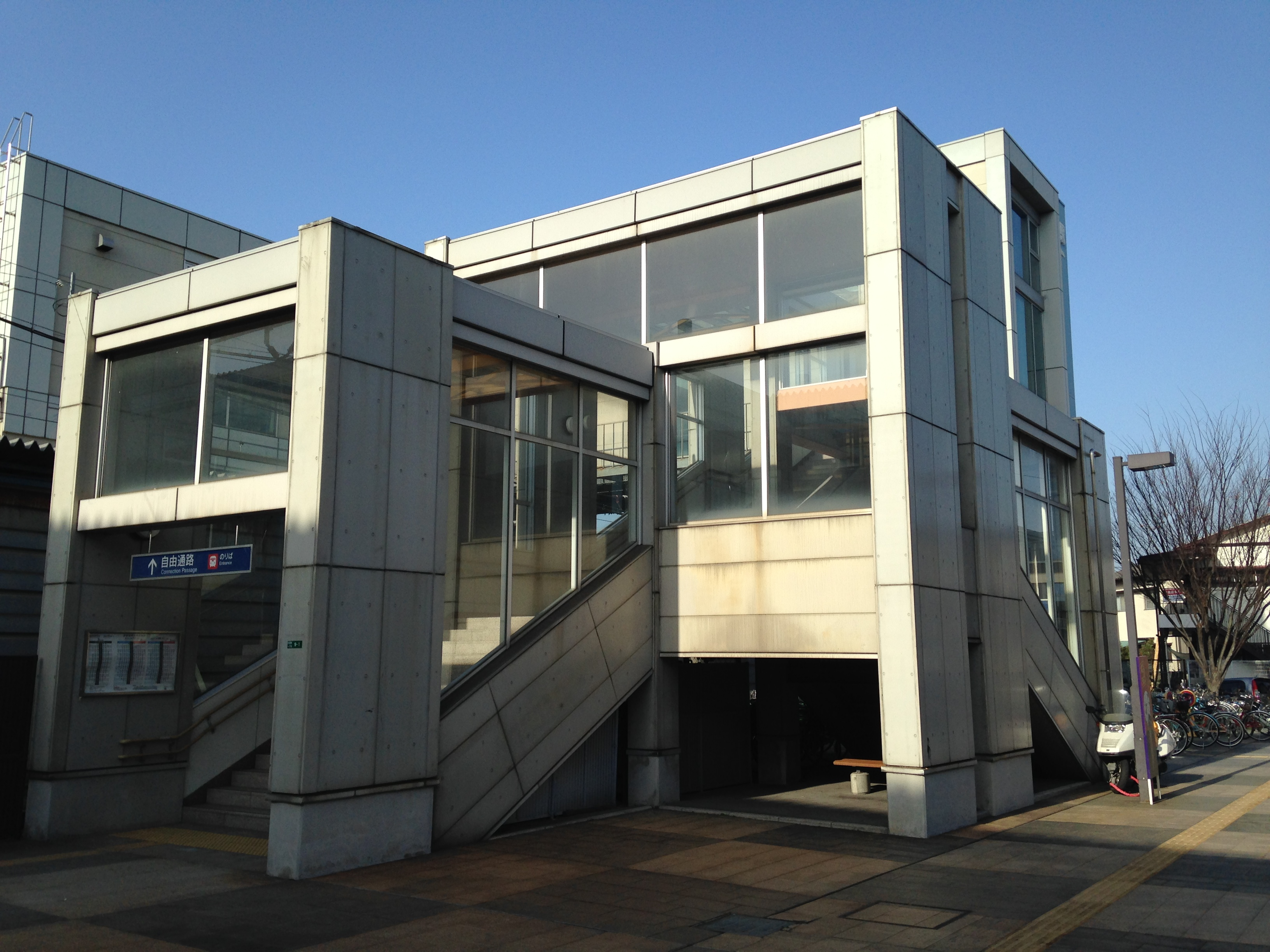
南口（2015年2月）

JR九州が駅業務を行う直営駅で、自動改札機およびみどりの窓口が設置されている。また、駐輪場と階段を利用した自由通路がある。

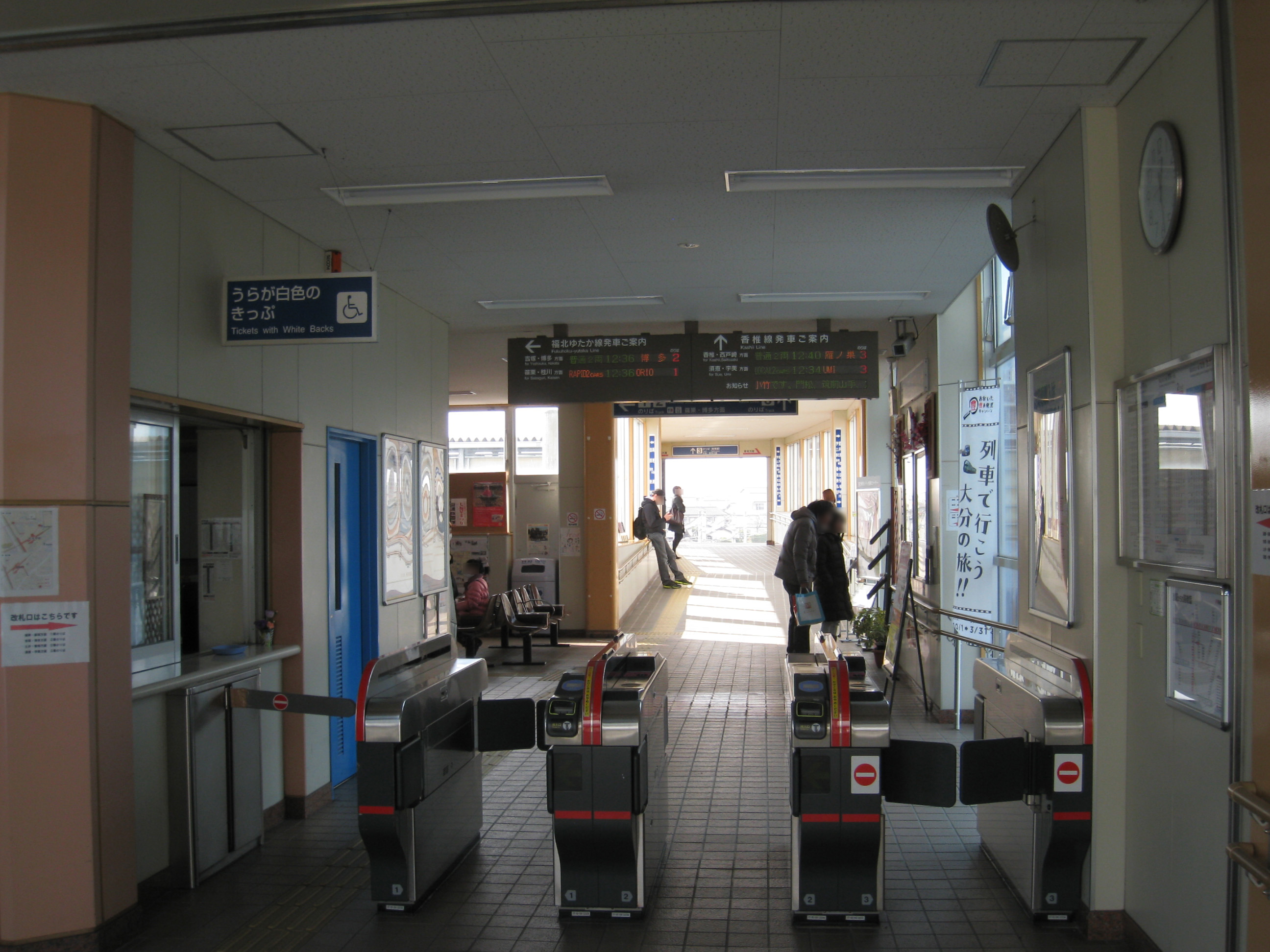
改札（2013年2月）

### のりば
| のりば | 路線         | 方向 | 行先                 |
| ------ | ------------ | ---- | -------------------- |
| 1      | 福北ゆたか線 | 上り | 桂川・直方・折尾方面 |
| 2      | 福北ゆたか線 | 下り | 博多方面             |
| 3      | 香椎線       | 上り | 香椎・西戸崎方面     |
| 3      | 香椎線       | 下り | 宇美方面             |

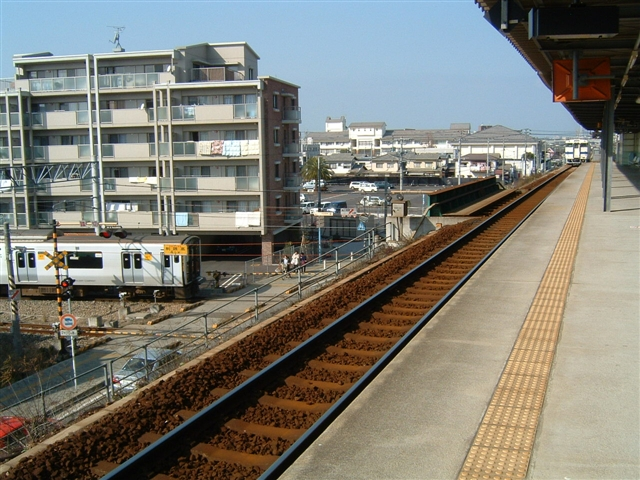
香椎線ホームからの眺め
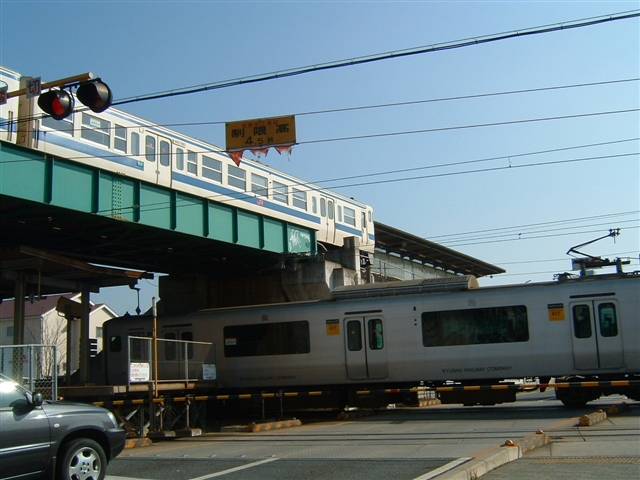
篠栗線から香椎線ホームを見上げる
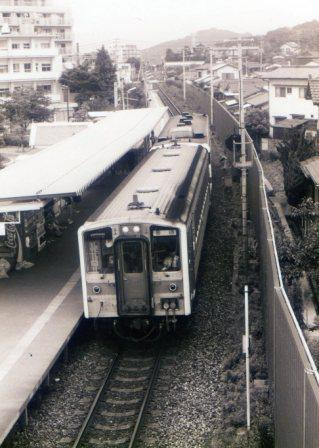
香椎線ホームから見下ろした篠栗線ホーム（1993年）
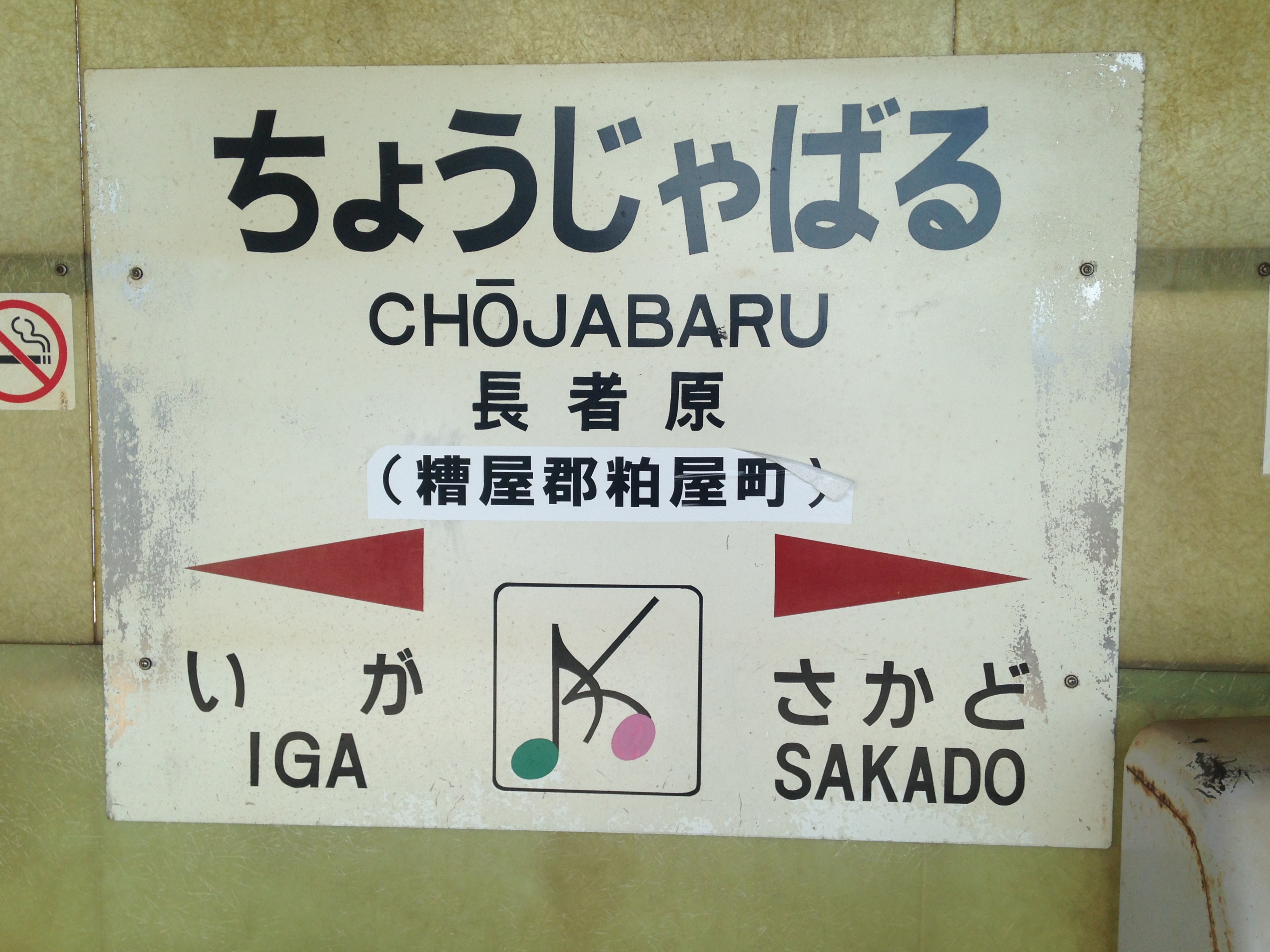
香椎線ホームにある駅名標。音符のイラストは粕屋町のシンボルマーク

## 利用状況
2023年（令和5年）度の1日平均乗車人員は3,845人である。
| 年度   | 1日平均 乗降人員 | 1日平均 乗車人員 |
| ------ | ---------------- | ---------------- |
| 2006年 | 5,000            | -                |
| 2007年 | 5,500            | -                |
| 2008年 | 5,700            | -                |
| 2009年 | 5,900            | -                |
| 2010年 | 6,300            | -                |
| 2011年 | 6,600            | -                |
| 2012年 | 6,700            | -                |
| 2013年 | 6,900            | -                |
| 2014年 | 7,000            | -                |
| 2015年 | 7,200            | -                |
| 2016年 | 7,400            | 3,774            |
| 2017年 |                  | 3,891            |
| 2018年 |                  | 3,975            |
| 2019年 |                  | 4,069            |
| 2020年 |                  | 3,142            |
| 2021年 |                  | 3,383            |
| 2022年 |                  | 3,630            |
| 2023年 |                  | 3,845            |

## 駅周辺
篠栗線、香椎線の立体交差部に後から設置された駅であるため、住宅地の中のやや分かりにくい場所にある。
- 粕屋町役場
- 駕与丁公園（駕与丁池）
- 福岡県立福岡魁誠高等学校
- 粕屋町立粕屋中央小学校
- サンレイクかすや
- 福祉センター（粕屋町）
- 粕屋町総合体育館（かすやドーム）
- 粕屋フォーラム（粕屋町立図書館・歴史資料館）
- 粕屋警察署 粕屋交番
- 長者原郵便局
- 福岡県道24号福岡東環状線
- 福岡県道607号福岡篠栗線
- 西鉄バス「粕屋中央小学校前」停留所、「長者原」停留所

## バス路線
駅ロータリー内に「長者原駅ロータリー」停留所があり、ふれあいバス（粕屋町福祉巡回バス）の路線が発着する。
ふれあいバス（粕屋町福祉巡回バス）
- Aコース[23][24]
  - 粕屋町福祉センター

※片回り循環のため、粕屋町商工会前方面への乗車は出来ない。なお、西鉄バスの「長者原」停留所にはこの路線の停留所も併設されている。
- Dコース[25][26]
  - 粕屋町福祉センター

※片回り循環のため、スポーツ公園（粕屋中央スポーツ公園）方面への乗車はできない。

## 隣の駅
九州旅客鉄道（JR九州）
 福北ゆたか線（篠栗線）
■快速
篠栗駅 (JC06) - 長者原駅 (JC04) - 柚須駅 (JC02)
■普通・■一部の快速
門松駅 (JC05) - 長者原駅 (JC04) - 原町駅 (JC03)
 香椎線
伊賀駅 (JD10) - 長者原駅 (JD11) - 酒殿駅 (JD12)